# Bradenton Beach
Bradenton Beach – miasto w Stanach Zjednoczonych, w stanie Floryda, w hrabstwie Manatee.